# Michael Bleekemolen

Michael Bleekemolen est un ancien pilote automobile néerlandais né le 2 octobre 1949 à Amsterdam.

## Biographie

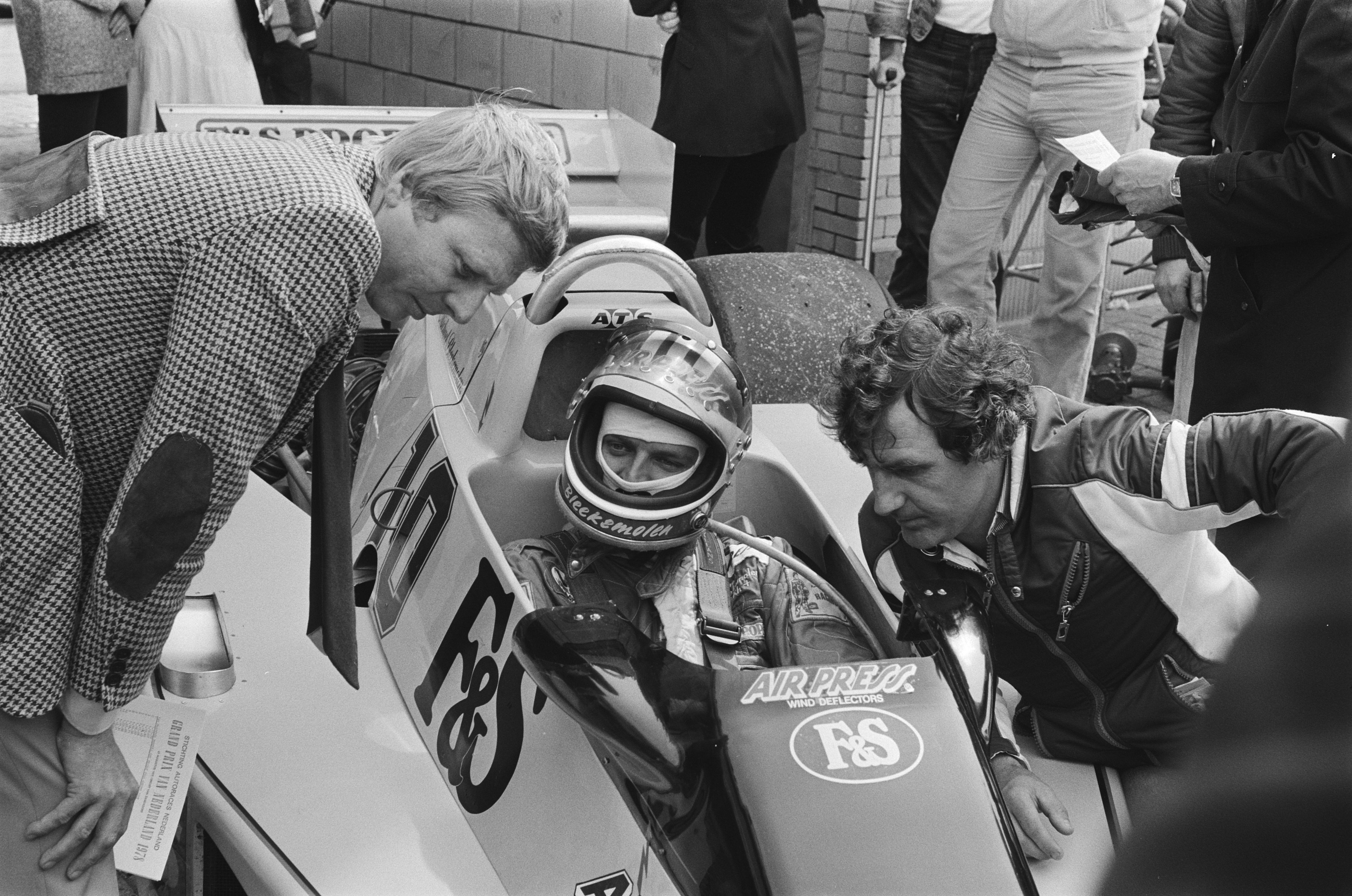
Michael Bleekemolen au Grand Prix des Pays-Bas en 1978.

Après avoir commencé sa carrière en Formule Vee, Bleekemolen signe un contrat avec le RAM Racing lors de la saison 1977. Il ne s'engage que pour son Grand Prix national qui se solde par une non-qualification (il termine dernier et à plus de 8 secondes du poleman Mario Andretti).
En Championnat du monde de Formule 1 1978, désormais au sein l'écurie allemande Auto Technisches Spezialzubehör, sur les quatre Grands Prix où il s'engage (Pays-Bas, Italie, États-Unis Est et Canada), il ne qualifie que pour la course des États-Unis Est où il abandonne après une fuite d'huile.
Après sa carrière éphémère en Formule 1, Michael Bleekemolen s'engage en Formule 3 pour trois ans. Il termine second du championnat en 1979, derrière le grand espoir Alain Prost. Après deux autres saisons plutôt ternes et ayant abandonné l'idée de retourner en Formule 1, il s'inscrit en Eurocup Formule Renault où il obtient un certain succès avant de mettre un terme à sa carrière de pilote.
Depuis il gère les carrières de ses deux fils, Jeroen et Sebastiaan.

## Résultats en championnat du monde de Formule 1
| Saison | Écurie                    | Châssis   | Moteur           | Pneumatiques | Non-qualifications | GP disputés | Points inscrits | Classement |
| ------ | ------------------------- | --------- | ---------------- | ------------ | ------------------ | ----------- | --------------- | ---------- |
| 1977   | RAM Racing-F&S Properties | March 761 | Ford-Cosworth V8 | Goodyear     | 1                  | 0           | 0               | n.c.       |
| 1978   | F&S Properties-ATS        | ATS HS1   | Ford-Cosworth V8 | Goodyear     | 3                  | 1           | 0               | n.c.       |